# Robert Kruker
Robert Kruker (* 1946) ist ein Schweizer Ethnograf und Publizist.
Er war Buchhändler in St. Gallen, Toronto und Basel, absolvierte ein Studium an der Universität Zürich und war von 1978 bis 1984 in den Bereichen Lehre und Forschung tätig. Von 1984 bis 1989 war er Ressortleiter bei Land und Leute beim Schweizer Radio und von 1990 bis 2005 Ausbildungsleiter beim Schweizer Radio. Seit 2006 ist er selbständiger Forscher und Publizist.
Robert Kruker ist verheiratet mit Verena Meier Kruker.

## Veröffentlichungen
- Inneralpine Transportprobleme und kulturelle Lösungsmuster. Alltagskulturen und einfache Techniken. In: Sonderausgabe von Vol. 29, Nr. 1 der Schweizerischen Zeitschrift für Geschichte (1979), S. 101–125.
- Hirten im Niolo, Entwicklungen ihrer Lebens- und Wirtschaftsweise. In: Schweizerisches Archiv für Volkskunde, 76. Jg. (1980), S. 148–174.
- Hirten und Herden, Alpkultur in der Schweiz, mit Fotografien von Herbert Maeder. Olten, Walter Verlag, 1983.
- Jugend im Berggebiet, berufliche, soziale, kulturelle und räumliche Orientierungen. Untersuchungen in den Regionen Albulatal/Mittelbünden (GR), Leuk (VS), Diemtigtal (BE) Chur, Rüegger Verlag, 1984.
- Landschaft Schweiz Bedrohung und Bewahrung, mit Herbert Maeder, Hans Weiss Hans, Zürich, Orell Füssli, 1989.
- Sankt Gotthard: Landschaft, Menschen. Zusammen mit Verena Meier; Fotos: Herbert Maeder, Robert Kruker, Offizin-Zürich-Verlags-AG, 1992.
- Alpine Kultur und Gesellschaft. In: Hugger, Paul (Hrsg.): Handbuch der schweizerischen Volkskultur, Basel, 1992.
- Leute am Grabserberg, zusammen mit Giorgio von Arb (Fotografien), Hans Stricker (Texte), Peter Zimmermann (Herstellung). Zürich, Verlag Neue Zürcher Zeitung, 2007.
- Andermatt im Umbruch, zusammen mit Verena Meier; Fotos: Beat Brechbühl, Franca Pedrazzetti, Zürich, Rotpunktverlag, 2012.
- Klaus Anderegg - Ethnologe, Gestalter, Kulturvermittler. In: Antonietti, Thomas (Hrsg.): Nahe Ferne. Ein Jahrhundert Ethnologie im Wallis. Baden, hier + jetzt, 2013.
- Surselva, Täler und Übergänge am Vorderrhein, Wandern im Westen Graubündens. Zusammen mit Reto Solèr. Zürich, Rotpunktverlag, 2022 (3. aktualis. Auflage)
- Alpinavera,. Stiefelgeissen. und. Golflandschaften. In: Risi, Marius (Hrsg.) Alpenland. Terrain der Moderne. Münster, Waxmann Verlag, 2011.
- Alpen - Hirten, Herden und Alpkultur im Kanton Uri. In: Püntener, Vanessa. Alp - Portrait einer verborgenen Welt. Zürich, Rotpunktverlag, 2014.
- "Ein Leben ohne Bienen wäre für mich schwer vorstellbar", Eine Skizze über Menschen und Motive des Bienenhaltens. In: Schweizerisches Archiv für Volkskunde, 113. Jg. (2017), Heft 1, S. 41–63.
- Verkehr auf alten Wegen. In: Dechau, Wilfried. Nossa Punt. Tavanasa: Brücken, Landschaft.  bridges, landscape. punts - cuntrada. Zürich, Scheidegger & Spiess 2018.
- Agrarmodernisierung, in: Bauernhäuser des Kantons St. Gallen. Band 35.2. Basel, Schweizerische Gesellschaft für Volkskunde 2018.
- Passland Viamala, Höhen und Täler am Hinterrhein. Ein Kultur- und Wanderführer. Zusammen mit Julian Reich und Andreas Simmen. Zürich, Rotpunktverlag, 2021.
- Alpicultura en Surselva. Fuormas da viver e sistems economics dad alps (...) dil 20avel tschnentenar. Annalas da la Societad Retorumantscha 135, 2022, S. 107–128.